# Oberkassel (Düsseldorf)
Oberkassel (letteralmente «Kassel di Sopra», in contrapposizione alla vicina Niederkassel – «Kassel di Sotto») è un quartiere della città tedesca di Düsseldorf, appartenente al distretto 4.